# 阿尔韦托·巴埃萨
阿尔韦托·巴埃萨（西班牙語：Alberto Baeza，1938年12月6日—），墨西哥男子足球运动员，司职前锋。他曾代表墨西哥国家队参加1962年国际足联世界杯，结果队伍止步小组赛阶段。